# ميخائيل ماشلر
ميخائيل باهير ماشلر (العبرية: מיכאל בהיר משלר) (22 يوليو 1927 – 20 يوليو 2008) عالم رياضيات إسرائيلي معروف بإسهاماته في مجال نظرية الألعاب. 
كان بروفيسوراً في معهد أينشتاين للرياضيات ومركز دراسة العقلانية في الجامعة العبرية في القدس في إسرائيل. وفي عام 2012، أسس الفرع الإسرائيلي لجمعية نظرية الألعاب جائزة Maschler، تخليدا لاسمه، وهي جائزة سنوية تُمنح لطالب باحث بارز في نظرية الألعاب والمواضيع ذات الصلة في إسرائيل.